# George Mallory Hendee

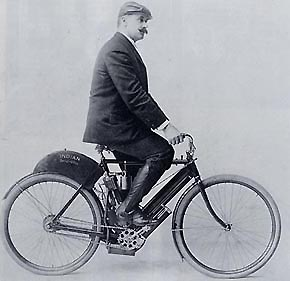
George Hendee auf einem frühen „Indian“-Motorrad (1904)

George Mallory Hendee (* 22. Oktober 1866 in Watertown, Connecticut; † 1943 in Suffield, Connecticut) war ein US-amerikanischer Fahrradpionier und Mitbegründer der Indian Motocycle Company.

## Karriere
Mit 16 Jahren, 1882, fuhr George Hendee seine ersten Radrennen, noch auf dem Hochrad, und wurde in vier aufeinanderfolgenden Jahren US-amerikanischer Amateurmeister über verschiedene Strecken. 1886 stellte er mit zwei Minuten und 27,4 Sekunden einen Weltrekord über die halbe Meile auf, der sechs Jahre lang gültig blieb. 1886 wurde Hendee Profi. 1895, in seinem letzten aktiven Jahr, gewann er die Hochrad-Weltmeisterschaft, die in Springfield, Massachusetts, über mehrere Läufe in zwei Tagen ausgetragen wurde. Insgesamt gewann er 309 Rennen. Noch während seiner aktiven Zeit war er als Funktionär in verschiedenen Radsportverbänden engagiert.
1897 eröffnete Hendee eine Produktion von Safety-Fahrrädern. 1901 wurde Hendee auf Oscar Hedstrom aufmerksam. Hendee als Geldgeber und Hedstrom als Konstrukteur gründeten im gleichen Jahr den Motorradhersteller Indian. 1902 begann das Unternehmen als Erstes in den USA mit der Massenproduktion benzinbetriebener Motorräder. 1913–1917 war „Hendee Manufacturing“ der weltgrößte Produzent von Motorrädern, 1913 stellten sie 32 000 Stück her. Das Werk bestand bis 1953, unter dem Namen „Indian“ werden neuerdings wieder Motorräder hergestellt.
1916 ging George Hendee in den Ruhestand und zog sich auf die „Hilltop Farm“ in Suffield, Connecticut, zurück, wo er u. a. Guernsey-Rinder züchtete und eine Modell-Geflügelzucht für Leghorn-Hühner etablierte. Die Farm wurde zu einem bedeutenden Produzent von Milch- und Geflügelprodukten.
1998 wurde George Hendee in die Motorcycle Hall of Fame und 2010 in die United States Bicycling Hall of Fame aufgenommen.